# Halley Armada
La Halley Armada, llamada en español armada del Halley o Armada de Halley, es el nombre popular de un grupo de cinco sondas espaciales, una europea, dos soviéticas y dos japonesas, que se enviaron al cometa Halley durante su aproximación de 1986.
Estas son las sondas, en orden de cercanía al cometa:
- Giotto, primera sonda en obtener imágenes en color de un núcleo cometario. (ESA)
- Vega 1, con una misión doble, lanzando un globo y un aterrizador en Venus antes de dirigirse al Halley. (Intercosmos)
- Vega 2, igual que la Vega 1. (Intercosmos)
- Suisei, también llamada PLANET-A. Los datos de la sonda Sakigake se emplearon para mejorar el estudio del Halley por parte de Suisei. (ISAS)
- Sakigake, primera sonda japonesa en dejar el sistema terrestre. (ISAS)